# Бонетабл
Бонетабл (фр. Bonnétable) насеље је и општина у западној Француској у региону Лоара, у департману Сарт која припада префектури Мамер.
По подацима из 2011. године у општини је живело 3955 становника, а густина насељености је износила 101,29 становника/km². Општина се простире на површини од 40,08 km². Налази се на средњој надморској висини од n. c. метара (максималној 167 m, а минималној 77 m).

## Демографија
| 1962. | 1968. | 1975. | 1982. | 1990. | 1999. | 2011. |
| ----- | ----- | ----- | ----- | ----- | ----- | ----- |
| 3.740 | 3.505 | 3.833 | 3.826 | 3.899 | 4.060 | 3.955 |

График промене броја становника у току последњих година